# Умайд-Бхаван
Палац Умайд-Бхаван (англ. Umaid Bhawan Palace) — палац у місті Джодхпур в індійському штаті Раджастхан, одна з найбільших приватних резиденцій у світі. На території частини палацу діє готель, що управляється мережею Taj Hotels. Палац названий на ім'я махараджі Умайда Сінґха, дідуся сучасного махараджі Джодхпура, за правління якого палац було споруджено на заміну форту Мехеранґарх. Спочатку палац носив назву Чіттар (Chittar Palace), через те, що він знаходиться на пагорбі Чіттар, найвищому пагорбі в межах міста. Будівництво розпочалося 18 листопада 1929 року та було завершене у 1943 році.

## Будівля

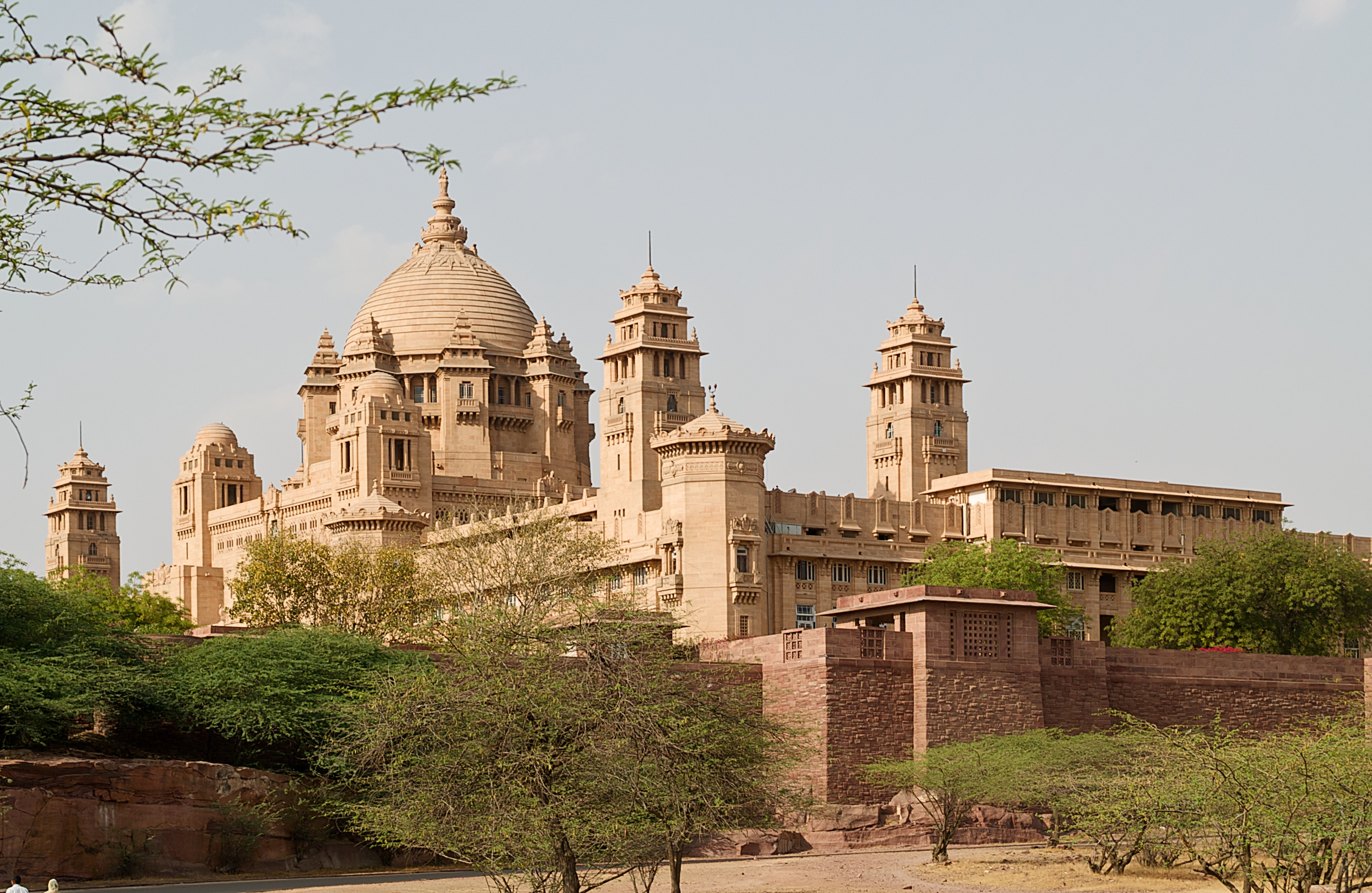
Вигляд палацу збоку

Палац вкриває площу у 10,5 га, з яких на будівлі приходиться 1,4 га, а 6,1 га відведено на сади. Він знаходиться на пагорбі Чіттар на південно-східній околиці міста Джодхпур. В будівництві брало участь 3000-5000 робітників, воно зайняло 15 років. При будівництві не використовувався цемент, замість цього каміння витісувалося з пазами, що утримували його разом. Для підвозу матеріалів була споруджена залізнична гілка. Палац збудований складений таким чином, що температура усередині підтримується майже постійною навіть без додаткових витрат на опалення чи охолодження.
Палац спроектований британським архітектором Генрі Ланчестером та поєднує у собі традиційні індійські та європейські архітектурні стилі, такі як арт-деко. Величезний центральний купол будівлі 30 м заввишки збудований у стилі Відродження, тоді як вежі зберігають раджпутський традиційний стиль. Загальна вартість будівництва склала 9,4 млрд рупій. Будівництвом керував інженер Хірананд У. Бхатія. Оригінальні інтер'єри були розроблені лондонською компанією Маплес, але при перевезенні в 1942 році судно з ними було потоплене німцями. В результаті махараджа найняв для робіт польську компанію. Стиль інтер'єрів — арт-деко, доповнений екзотичними фресками роботи польського художника Стефана Норбліна.

## Історія

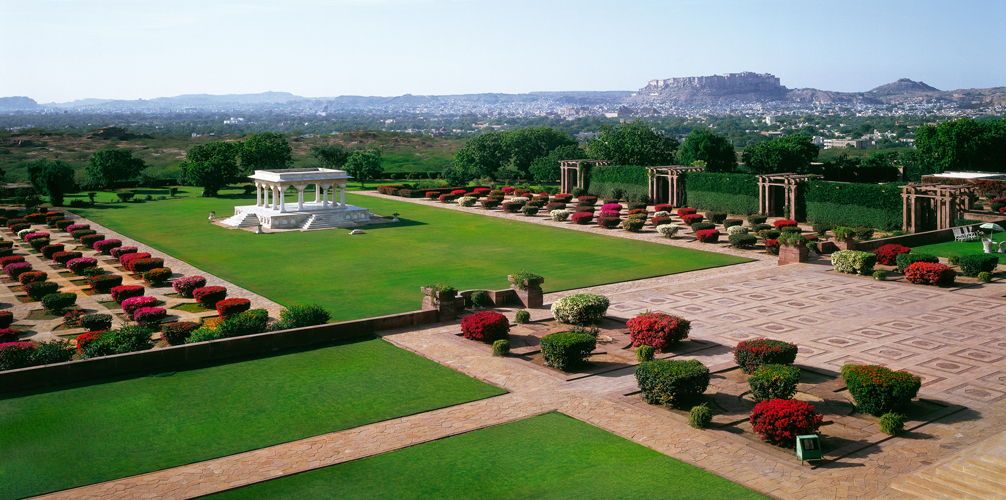
Сади палацу

Будівництво палацу було головним проектом покращення міста, проведеним махараджами в 20 століття. Палац мав бути достатньо величним, щоб замінити форт Мехеранґарх як царську резиденцію та символ князівства. Іншою причиною стало руйнівна посуха протягом багатьох років, через що палац був призначений зайняти вільне населення для запобігання росту безробіття.
Для будівництва було найнято британського архітектора Генрі Ланчестера, добре знайомого з індійською архітектурою. Він виступив проти монгольського стилю для будівлі, аргументуючи, що ісламське домінування в Раджсхастані було дуже коротким і нерідним для його населення. Сам же махараджа був великим прихильником прогресу, через що в будівництві використовувалися сучасні методи та елементи європейських стилів.

## Нинішній статус
Власником палацу зараз є Ґадж Сінґх, махараджа Дходхпура. Він поділив палац на три частини: приватну резиденцію для себе і своєї родини, розкішний готель системи Taj Hotels (з 1972 року) і частину, відкриту для відвідувачів, що містить музей з колекцією живопису, зброї та інших цінностей королівської родини Джодхпура.

## Ресурси Інтернету
- Jodhpur.Biz
- Umaid Bhawan Palace Indianet Zone